# Gran Premio de Indianápolis de Motociclismo de 2008
El Gran Premio de Indianápolis de Motociclismo de 2008 (oficialmente Red Bull Indianapolis Grand Prix) fue la decimocuarta prueba del Campeonato del Mundo de Motociclismo de 2008. Tuvo lugar en el fin de semana del 12 al 14 de septiembre de 2008 en el Indianapolis Motor Speedway, situado en Indianápolis, Indiana, Estados Unidos.
La carrera de MotoGP fue ganada por Valentino Rossi, seguido de Nicky Hayden y Jorge Lorenzo. La carrera de 125 cc fue ganada por Nicolás Terol, Pol Espargaró fue segundo y Stefan Bradl tercero.
El evento fue fuertemente afectado por la llegada de los restos del Huracán Ike a Indiana; el día de la carrera el clima estaba nublado y frío, con un 100% de probabilidad de lluvia durante el evento. La categoría de 125 cc comenzó con la pista seca, sin embargo, y continuó hasta que la lluvia comenzó a caer, con 7 vueltas del final. Sin embargo, ya se habían corrido dos tercios de la distancia programada, la carrera fue declarado terminada y se les dio los puntos completos. La intensidad de la lluvia y viento llevó a los organizadores a posponer la carrera de 250 cc para después de la carrera de MotoGP, con la esperanza de los vientos y la lluvia se detendrían.
La carrera de MotoGP se inició a la hora programada, con una pista muy mojada, pero con poca lluvia, y que se prolongó hasta la vuelta 21, cuando los vientos fuertes comenzaron de nuevo a soplar. Temiendo por la seguridad de los pilotos los comisarios pararon la carrera, que fue declarada terminada, y se les dio los puntos en el Campeonato Mundial de pleno derecho. Los vientos no se detuvieron después de la carrera, y los problemas de seguridad llevaron a la cancelación definitiva de la carrera de 250cc.

## Resultados

### Resultados MotoGP
| Pos.    | N.º | Piloto           | Constructor | Vueltas | Tiempo    | Parrilla | Puntos |
| ------- | --- | ---------------- | ----------- | ------- | --------- | -------- | ------ |
| 1       | 46  | Valentino Rossi  | Yamaha      | 20      | 37:20.095 | 1        | 25     |
| 2       | 69  | Nicky Hayden     | Honda       | 20      | +5.972    | 4        | 20     |
| 3       | 48  | Jorge Lorenzo    | Yamaha      | 20      | +7.858    | 3        | 16     |
| 4       | 1   | Casey Stoner     | Ducati      | 20      | +28.162   | 2        | 13     |
| 5       | 4   | Andrea Dovizioso | Honda       | 20      | +28.824   | 7        | 11     |
| 6       | 11  | Ben Spies        | Suzuki      | 20      | +29.645   | 5        | 10     |
| 7       | 50  | Sylvain Guintoli | Ducati      | 20      | +36.223   | 14       | 9      |
| 8       | 2   | Dani Pedrosa     | Honda       | 20      | +37.258   | 8        | 8      |
| 9       | 7   | Chris Vermeulen  | Suzuki      | 20      | +38.442   | 15       | 7      |
| 10      | 15  | Alex de Angelis  | Honda       | 20      | +42.437   | 12       | 6      |
| 11      | 13  | Anthony West     | Kawasaki    | 20      | +47.179   | 19       | 5      |
| 12      | 24  | Toni Elías       | Ducati      | 20      | +55.962   | 9        | 4      |
| 13      | 14  | Randy de Puniet  | Honda       | 20      | +57.366   | 6        | 3      |
| 14      | 21  | John Hopkins     | Kawasaki    | 20      | +58.353   | 16       | 2      |
| 15      | 5   | Colin Edwards    | Yamaha      | 20      | +1:00.613 | 11       | 1      |
| 16      | 65  | Loris Capirossi  | Suzuki      | 20      | +1:05.620 | 13       |        |
| 17      | 56  | Shinya Nakano    | Honda       | 20      | +1:05.854 | 17       |        |
| 18      | 52  | James Toseland   | Yamaha      | 20      | +1:07.968 | 10       |        |
| 19      | 33  | Marco Melandri   | Ducati      | 20      | +1:21.023 | 18       |        |
| Fuente: |     |                  |             |         |           |          |        |

### Resultados 125cc
| Pos.    | N.º | Piloto              | Constructor | Vueltas | Tiempo    | Parrilla | Puntos |
| ------- | --- | ------------------- | ----------- | ------- | --------- | -------- | ------ |
| 1       | 18  | Nicolás Terol       | Aprilia     | 16      | 29:51.350 | 6        | 25     |
| 2       | 44  | Pol Espargaró       | Derbi       | 16      | +1.708    | 1        | 20     |
| 3       | 17  | Stefan Bradl        | Aprilia     | 16      | +3.984    | 3        | 16     |
| 4       | 45  | Scott Redding       | Aprilia     | 16      | +4.277    | 9        | 13     |
| 5       | 11  | Sandro Cortese      | Aprilia     | 16      | +4.413    | 10       | 11     |
| 6       | 93  | Marc Márquez        | KTM         | 16      | +4.454    | 13       | 10     |
| 7       | 24  | Simone Corsi        | Aprilia     | 16      | +6.261    | 7        | 9      |
| 8       | 38  | Bradley Smith       | Aprilia     | 16      | +7.782    | 11       | 8      |
| 9       | 51  | Stevie Bonsey       | Aprilia     | 16      | +12.035   | 15       | 7      |
| 10      | 63  | Mike Di Meglio      | Derbi       | 16      | +12.251   | 2        | 6      |
| 11      | 77  | Dominique Aegerter  | Derbi       | 16      | +15.465   | 8        | 5      |
| 12      | 6   | Joan Olivé          | Derbi       | 16      | +18.312   | 12       | 4      |
| 13      | 35  | Raffaele De Rosa    | KTM         | 16      | +20.137   | 17       | 3      |
| 14      | 1   | Gábor Talmácsi      | Aprilia     | 16      | +24.651   | 16       | 2      |
| 15      | 99  | Danny Webb          | Aprilia     | 16      | +27.592   | 4        | 1      |
| 16      | 16  | Jules Cluzel        | Loncin      | 16      | +35.432   | 31       |        |
| 17      | 21  | Robin Lässer        | Aprilia     | 16      | +37.082   | 22       |        |
| 18      | 33  | Sergio Gadea        | Aprilia     | 16      | +38.549   | 23       |        |
| 19      | 71  | Tomoyoshi Koyama    | KTM         | 16      | +38.571   | 18       |        |
| 20      | 7   | Efrén Vázquez       | Aprilia     | 16      | +40.991   | 24       |        |
| 21      | 56  | Hugo van den Berg   | Aprilia     | 16      | +1:06.197 | 30       |        |
| 22      | 54  | PJ Jacobsen         | Aprilia     | 16      | +1:06.327 | 25       |        |
| 23      | 48  | Bastien Chesaux     | Aprilia     | 16      | +1:07.067 | 34       |        |
| 24      | 94  | Jonas Folger        | KTM         | 16      | +1:14.709 | 29       |        |
| 25      | 95  | Robert Mureșan      | Aprilia     | 16      | +1:20.413 | 32       |        |
| 26      | 5   | Alexis Masbou       | Loncin      | 16      | +1:21.880 | 27       |        |
| 27      | 74  | Davide Stirpe       | KTM         | 16      | +1:22.026 | 33       |        |
| 28      | 36  | Cyril Carrillo      | Honda       | 16      | +1:22.159 | 35       |        |
| 29      | 90  | Kristian Lee Turner | Aprilia     | 16      | +2:11.524 | 36       |        |
| Ret     | 8   | Lorenzo Zanetti     | KTM         | 12      | Retirado  | 28       |        |
| Ret     | 72  | Marco Ravaioli      | Aprilia     | 9       | Caída     | 26       |        |
| Ret     | 22  | Pablo Nieto         | KTM         | 8       | Retirado  | 20       |        |
| Ret     | 60  | Michael Ranseder    | Aprilia     | 6       | Caída     | 19       |        |
| Ret     | 73  | Takaaki Nakagami    | Aprilia     | 5       | Caída     | 14       |        |
| Ret     | 29  | Andrea Iannone      | Aprilia     | 4       | Retirado  | 5        |        |
| Ret     | 12  | Esteve Rabat        | KTM         | 1       | Caída     | 21       |        |
| Fuente: |     |                     |             |         |           |          |        |